# Palaeoisopus problematicus
Palaeoisopus problematicus ist eine ausgestorbene Asselspinne, die mit einigen Dutzend Exemplaren im Bundenbacher Hunsrückschiefer nachgewiesen wurde. Es war mit bis zu 25 cm Länge und maximal circa 40 cm Durchmesser bei abgespreizten Beinen einer der größten Räuber dieser Fauna.
Der Erstnachweis erfolgte anhand von Fossilienresten 1923 durch Ferdinand Broili, der die Art 1932 erstmals beschrieb. Fälschlicherweise deutete Broili den länglichen Schwanz als Rüssel und die Chelizeren als paddelartiges Abdomen, er vertauschte also die komplette Körperorientierung. Erst 1959 wurde dieser Irrtum durch Walter Maximilian Lehmann aufgeklärt, da nun unter anderem neue Fundstücke untersucht werden konnten.
Nach einer Neuuntersuchung durch Jan Bergström, Wilhelm Stürmer und Gerhard Winter 1980 unter Einbezug von Röntgenbildern (die organischen Stoffe wurden im Hunsrückschiefer in Pyrit umgewandelt) zeichnete sich das Bild eines guten Schwimmers ab, der sich auch schreitend fortbewegen konnte und sich wahrscheinlich zum Großteil von den im Fundzusammenhang häufig vorkommenden Seelilien ernährte.
Es ist auch eine fossile Spur überliefert, auf der ein Exemplar der Art von schreitender zu schwimmender Fortbewegung überging.